# Надгробни споменик арменске породице Ченази
Надгробни споменик арменске породице Ченази у Новом Саду, подигнут је 1790. године и представља непокретно културно добро као споменик културе.

## Положај и историјат
Споменик се налази у центру града, на углу Булeвaра Михаила Пупина и улице Народних хероја, у близини места где се налазила јерменска црква, која је порушена 1963. године. Подигнут је по одобрењу Намесничког већа у Будимпешти, јер су градске власти биле против његовог подизања. Некада се налaзио у порти цркве. С обзиром да је црква срушена, а гробље уништено, надгробни споменик представља једини аутентични јерменски споменик на територији града, који сведочи о њиховом животу у Новом Саду. Споменик су подигли Симеон Мелик Ченази (велики добротвор Јерменске цркве и општине), за своју преминулу супругу и Франциска Kлара Томановић Берњаковић, за своју ћерку Ана Марију Kлару, удату Ченази.
Због изградње нове зграде на месту зграде јерменске црквене општине и порте цркве, споменик је измештен неколико десетина метара даље. Најпре је изграђена нова гробница у коју су похрањени остаци породице Ченази, али и више остатака из гробова пронађених током ископавања темеља за нову зграду. Пре постављања споменика изнад гробнице, саму гробницу и земне остатке похрањене у њој је осветио римокатолички жупник цркве Имена Маријина у Новом Саду.

## Опис споменика
Надгробни споменик, уједно и гробница-костурница породице Ченази, рад непознатог каменоресца, израђен је од ружичастог камена у облику кубуса, димензија 150x150x220cm. На ивици кубиса се налазе шест симетрично распорeђених лобања од белог мермера, које држе плочу од ружичастог мермера димeнзија 100x100x21cm. У средиште плоче су аплицирана четири високорељефна сједињена срца, клесана у белом мермеру чија висина износи 65cm, са записом „Нераздвојиво”. Текстови уклесани на странама кубуса и срцима исписана су китњастим словима на архаичном немачком језику. Око споменика је опсег од мермерних квадера, укопаних у земљу и видљивих само са горње стране, површине 202x30cm.